# Koroška vas na Pohorju
Koroška vas na Pohorju je naselje v Občini Zreče.